# Esens
Esens est une ville de l’extrême nord-ouest de la région de Basse-Saxe, dans l’arrondissement de Wittmund, en Allemagne.

## Géographie
Esens se situe dans la région historique de Frise orientale, à 26km d'Aurich, en bordure de la mer du Nord.

## Histoire
Du début du XVIIe siècle à 1941, la ville abritait une communauté juive avec une synagogue et un centre culturel.